# Titanov dioksid
Titanov dioksid, znan tudi kot titanov(IV) oksid ali titanija, je anorganska spojina s kemijsko formulo TiO2. Kadar se uporablja kot pigment, se imenuje titanova bela, Pigment White 6 (PW6) ali CI 77891. Je bela trdna snov, ki je netopna v vodi, minaralne oblike pa so lahko tudi črne. Kot pigment se uporablja na številnih področjih, vključno z barvami, sredstvi za zaščito pred soncem in barvili za živila. Ko se uporablja kot barvilo za živila, ima E oznako E171. Svetovna proizvodnja je leta 2014 presegla 9 milijonov ton. Titanov dioksid naj bi bil uporabljen v kar dveh tretjinah vseh pigmentov, vrednost takih pigmentov na osnovi oksida pa je bila ocenjena na 13,2 milijarde dolarjev.

## Struktura
V vseh treh glavnih dioksidih ima titan oktaedrično geometrijo in je vezan na šest oksidnih anionov, 
 oksidi pa so vezani na tri titanove centre. Celotna kristalna struktura rutila je tetragonalno simetrična, medtem ko sta anataz in brookit ortorombična. Vse kisikove podstrukture so rahlo popačene: v rutilu so oksidni anioni razporejeni v popačenem heksagonalnem gostem skladu, medtem ko so v anatazu blizu kubičnemu gostemu skladu, v brookitu pa dvojnemu heksagonalnemu gostemu skladu. Struktura rutila je razširjena tudi pri drugih kovinskih dioksidih in difluoridih, npr. RuO2 in ZnF2.
Staljen titanov dioksid ima lokalno strukturo, v kateri je vsak Ti v povprečju koordiniran s približno 5 kisikovimi atomi, kar se razlikuje od kristalnih oblik, v katerih je Ti koordiniran s 6 kisikovimi atomi.

## Proizvodnja in pojavljanje
Sintetični TiO2 se večinoma proizvaja iz minerala ilmenita. Rutil in anataz, v naravi pojavljujoča TiO2, se prav tako pogosto pojavljata, npr. rutil kot "težki mineral" v pesku na plažah. Levoksen, drobnozrnati anataz, ki nastane z naravnimi spremembami ilmenita, je še ena ruda. Zvezdasti safirji in rubini dobijo svoj asterizem zaradi usmerjenih vključkov iglic rutila.

### Mineralogija in neobičajni polimorfni pojavi
Titanov dioksid se v naravi pojavlja kot minerala rutil in anataz. Poleg tega sta znani dve visokotlačni obliki mineralov: monoklinska badelejitu podobna oblika, znana kot akaogiit, druga pa ima rahlo monoklinsko popačenje ortorombične strukture α-PbO2 in je znana kot riesit. Obe najdemo v kraterju Ries na Bavarskem. V glavnem ga pridobivajo iz ilmenita, ki je najbolj razširjena ruda, ki vsebuje titanov dioksid. Naslednja najbolj razširjena ruda je rutil, ki vsebuje približno 98 % titanovega dioksida. Metastabilni fazi anataza in brookita se pri segrevanju nad temperaturo 600–800 °C nepovratno pretvorita v ravnovesno fazo rutila. Titanov dioksid ima dvanajst znanih polimorfov – poleg rutila, anataza, brookita, akaogita in rizita je mogoče sintetično proizvesti tri metastabilne faze (monoklinsko, tetragonalno in ortorombično ramsdelitno), obstajajo pa tudi štiri visokotlačne oblike (α-PbO2–podobna, kotunitna, ortorombična OI in kubična faza):
| Oblika                                                | Kristalni sistem | Sinteza                                                       |
| ----------------------------------------------------- | ---------------- | ------------------------------------------------------------- |
| Rutil                                                 | Tetragonalni     |                                                               |
| Anataz                                                | Tetragonalni     |                                                               |
| Brookit                                               | Ortorombski      |                                                               |
| TiO2(B)                                               | Monoklinski      | Hidroliza K2Ti4O9 s segrevanjem                               |
| TiO2(H), holanditu podobna oblika                     | Tetragonalni     | Oksidacija sorodnega kalijevega titanatnega brona , K0.25TiO2 |
| TiO2(R), ramsdelitu podobna oblika                    | Ortorombski      | Oksidacija sorodnega litijevega titanatnega brona Li0.5TiO2   |
| TiO2(II)-(α-PbO2 podobna oblika)                      | Ortorombski      |                                                               |
| Akaogit (badelitu podobna oblika, 7 koordiniranih Ti) | Monoklinski      |                                                               |
| TiO2 -OI                                              | Ortorombski      |                                                               |
| Kubična oblika                                        | Kubični          | P > 40 GPa, T > 1600 °C                                       |
| TiO2 -OII, kotunitu(PbCl2) podobna oblika             | Ortorombski      | P > 40 GPa, T > 700 °C                                        |

Faza kotunitnega tipa naj bi bila najtrši znani oksid z Vickersovo trdoto 38 GPa in stisljivostnim modulom 431 GPa (tj. blizu vrednosti diamanta 446 GPa) pri atmosferskem tlaku. Vendar so kasnejše študije prišle do drugačnih zaključkov z veliko nižjimi vrednostmi trdote (7–20 GPa, zaradi česar je mehkejši od običajnih oksidov, kot sta korund Al2O3 in rutil TiO2) in stisljivostnega modula (~300 GPa). Titanov dioksid (B) najdemo kot mineral v magmatskih kamninah in hidrotermalnih žilah ter kot preperevne obrobe na perovskitu. TiO2 tvori tudi lamele v drugih mineralih.

## Proizvodnja
Pet največjih proizvajalcev TiO2 pigmenta leta 2019 so bila podjetja Chemours, Cristal Global, Venator, Kronos in Tronox. Glavni končni uporabniki pigmentnega titanovega dioksida so podjetja Akzo Nobel, PPG Industries, Sherwin Williams, BASF, Kansai Paints in Valspar. Leta 2010 je svetovna potreba po pigmentih TiO2 znašala kar 5,3 milijona ton, letna rast pa naj bi znašala približno 3–4 %.
Metoda proizvodnje je odvisna od surovine. Poleg same rude je ena izmed teh surovin tudi žlindra. Sulfatni in kloridni postopki proizvajajo pigment titanov dioksid v kristalni obliki rutila, vendar se lahko sulfatni postopek prilagodi za proizvodnjo anatazne oblike. Anataz je mehkejši, zato se uporablja v industriji vlaken in papirja. Sulfatni postopek se izvaja kot serijski postopek, kloridni postopek pa kot neprekinjeni postopek.

### Kloridni postopek
Pri kloridnem postopku se ruda obdela s klorom in ogljikom, da nastane titanov tetraklorid, hlapna tekočina, ki se nadaljnje čisti z destilacijo. TiCl4 se obdela s kisikom, da se regenerira klor in proizvede titanov dioksid.

### Sulfatni postopek
Kemične tovarne, ki uporabljajo sulfatni postopek, potrebujejo ilmenitni koncentrat (45–60 % TiO2) ali predhodno obdelane surovine kot primeren vir titana. Pri sulfatnem postopku se ilmenit obdela z žveplovo kislino, da se pridobi železov(II) sulfat pentahidrat. Dobljeni sintetični rutil se nadaljnje obdeluje v skladu s specifikacijami končnega uporabnika, tj. v kakovosti pigmenta ali kako drugače. Pri drugi metodi za proizvodnjo sintetičnega rutila iz ilmenita, Becherjev postopek najprej oksidira ilmenit kot sredstvo za ločevanje železove komponente.

### Specializirane metode
Za posebne aplikacije se filmi TiO2 pripravljajo z različnimi specializiranimi vrstami kemije. Sol-gel poti vključujejo hidrolizo titanovih alkoksidov, kot je titanov etoksid:
Ti(OEt)4 + 2 H2O → TiO2 + 4 EtOH
Ta tehnologija je primerna za pripravo filmov. Soroden pristop, ki prav tako temelji na molekularnih prekurzorjih, vključuje kemično nanašanje iz hlapov. Pri tej uporabi alkoksid izhlapi in nato razgradi ob stiku z vročo površino:
Ti(OEt)4 → TiO2 + 2 Et2O

## Uporaba
Najpomembnejša področja uporabe so barve in laki ter papir in plastika, ki predstavljajo približno 80 %  svetovne porabe titanovega dioksida. Drugi pigmenti, kot so tiskarske barve, vlakna, guma, kozmetični izdelki in hrana, predstavljajo dodatnih 8 %. Preostanek se uporablja za druge namene, na primer za proizvodnjo tehničnega čistega titana, stekla in steklokeramike, električne keramike, kovinskih patin, katalizatorjev, električnih prevodnikov, kemičnih vmesnikov ali kot substrat za adsorpcijo fosfonske kisline.

### Pigment
Titanov dioksid, ki je bil prvič množično proizveden leta 1916, je zaradi svoje svetlosti in zelo visokega lomnega količnika, po katerem ga prekaša le še nekaj drugih materialov (glej seznam lomnih količnikov), najpogosteje uporabljen beli pigment. Velikost kristalov titanovega dioksida je idealno okoli 220 nm (izmerjeno z elektronskim mikroskopom), da se optimizira največji odboj vidne svetlobe. Vendar je pri titanovem dioksidu pogosto opaziti nenormalno rast zrn, zlasti v njegovi rutilovi fazi. Nenormalna rast zrn povzroči odstopanje majhnega števila kristalitov od srednje velikosti kristalov in spremeni fizikalno obnašanje TiO2. Optične lastnosti končnega pigmenta so zelo občutljive na čistost. Že nekaj delcev na milijon (ppm) nekaterih kovin (Cr, V, Cu, Fe, Nb) lahko tako močno zmoti kristalno mrežo, da je učinek mogoče zaznati pri nadzoru kakovosti. Na svetu se letno uporabi približno 4,6 milijona ton pigmentnega TiO2 in pričakuje se, da se bo to število zaradi vse večje uporabe še povečalo.
TiO2 je tudi učinkovito motnilo v obliki prahu, kjer se uporablja kot pigment za zagotavljanje beline in motnosti izdelkov, kot so barve, premazi, plastika, papir, črnila, živila, prehranska dopolnila, zdravila (tj. kapsule in tabletke) in večina zobnih past; leta 2019 je bil prisoten v dveh tretjinah zobnih past na francoskem trgu.  V živilih ga pogosto najdemo v izdelkih, kot so sladoledi, čokolade, vse vrste sladkarij, kremne rezine, sladice, penice, žvečilni gumiji, peciva, namazi, prelivi, torte in številna druga živila. V barvah ga pogosto mimogrede imenujejo 'briljantna belina', 'popolna belina', 'najbolj bela belina' ali drugi podobni izrazi. Motnost se izboljša z optimalno velikostjo delcev titanovega dioksida.

### Tanki filmi
Ko je nanešen kot tanek film, je zaradi svojega lomnega količnika in barve odličen odbojni optični premaz za dielektrična ogledala; uporablja se tudi za ustvarjanje dekorativnih tankih filmov, kakršne najdemo v "mističnem ognjenem topazu".
Nekatere vrste modificiranih pigmentov na osnovi titana, ki se uporabljajo v bleščečih barvah, plastiki, zaključnih premazih in kozmetiki - to so umetni pigmenti, katerih delci imajo dve ali več plasti različnih oksidov - pogosto titanovega dioksida, železovega oksida ali aluminijevega oksida - za doseganje bleščečih, iridescentnih in/ali bisernih učinkov, podobnih zdrobljeni sljudi ali izdelkom na osnovi gvanina. Poleg teh učinkov je pri nekaterih formulacijah možna omejena sprememba barve, odvisno od načina in kota osvetlitve končnega izdelka ter debeline plasti oksida v pigmentnem delcu; ena ali več barv se pojavi zaradi odseva, medtem ko se drugi toni pojavijo zaradi interference prozornih plasti titanovega dioksida. V nekaterih izdelkih je film titanovega dioksida ustvarjen skupaj z železovim oksidom s kalcinacijo titanovih soli (sulfatov, kloratov) pri približno 800 °C. Primer bisernega pigmenta je iriodin, ki temelji na sljudi, prevlečeni s titanovim dioksidom ali železovim (III) oksidom.
Iridescentni učinek pri teh delcih titanovega oksida je drugačen od motnega učinka, ki ga dobimo z običajnim zmletim pigmentom iz titanovega oksida, pridobljenega z rudarjenjem. V tem primeru se upošteva le določen premer delca in je učinek tako le posledica razprševanja.

### Zaščita pred soncem in pigmenti, ki blokirajo UV žarke
V kozmetičnih izdelkih in izdelkih za nego kože se titanov dioksid uporablja kot pigment, sredstvo za zaščito pred soncem in gostilo. Kot zaščita pred soncem se uporablja ultrafini TiO2, ki se odlikuje po tem, da skupaj z ultrafinim cinkovim oksidom velja za učinkovito zaščito pred soncem, ki zmanjšuje pogostost sončnih opeklin in zmanjšuje prezgodnje fotostaranje, fotokarcinogenezo in imunosupresijo, ki so povezane s prekomerno izpostavljenostjo soncu. Včasih se ti UV zaviralci kombinirajo s pigmenti železovega oksida v zaščiti pred soncem, da se poveča zaščita pred vidno svetlobo.
Titanov dioksid in cinkov oksid na splošno veljata za manj škodljiva za koralne grebene kot kreme za sončenje, ki vsebujejo kemikalije, kot so oksibenzon, oktokrilen in oktinoksat.
Titanov dioksid v nanometrski obliki je v večini fizičnih krem za sončenje zaradi močne sposobnosti absorpcije UV svetlobe in odpornosti proti razbarvanju pod ultravijolično svetlobo. Ta prednost povečuje njegovo stabilnost in sposobnost zaščite kože pred ultravijolično svetlobo. Delci titanovega dioksida v nanoskalah (velikost delcev 20-40 nm) se uporabljajo predvsem v losjonih za zaščito pred soncem, saj vidno svetlobo razpršijo veliko manj kot pigmenti titanovega dioksida in lahko zagotavljajo UV-zaščito. Sredstva za zaščito pred soncem, namenjena dojenčkom ali ljudem z občutljivo kožo, pogosto temeljijo na titanovem dioksidu in/ali cinkovem oksidu, saj naj bi ti mineralni UV-blokatorji manj dražili kožo kot druge kemikalije, ki absorbirajo UV-žarke. Nano-TiO2 blokira tako sevanje UV-A kot UV-B in se uporablja v sončnih kremah in drugih kozmetičnih izdelkih. Njegova uporaba je varna in za okolje boljša kot organski UV-absorberji.
Ocena tveganja različnih nanomaterialov titanovega dioksida v izdelkih za zaščito pred soncem se trenutno razvija, saj se TiO2 v nano velikosti razlikuje od dobro znane mikronizirane oblike. Rutilna oblika se običajno uporablja v kozmetičnih izdelkih in izdelkih za zaščito pred soncem, ker pri njej ni opaziti sposobnosti poškodovanja kože v normalnih pogojih in ima večjo absorpcijo UV sevanja. Leta 2016 je Znanstveni odbor za varnost potrošnikov (SCCS) na testih ugotovil, da se lahko šteje, da uporaba nano titanovega dioksida (95-100 % rutila, ≦5 % anataze) kot UV-filtra ne predstavlja tveganja škodljivih učinkov pri ljudeh po nanosu na zdravo kožo, razen v primeru, da bi način uporabe povzročil znatno tveganje vdihavanja (tj. formulacije v prahu ali pršilu). To mnenje o varnosti velja za nano TiO2 v koncentracijah do 25 %.
Prve študije so pokazale, da lahko delci nano-TiO2 prodrejo skozi kožo, kar je povzročilo zaskrbljenost glede uporabe nano-TiO2. Te študije so bile pozneje ovržene, ko je bilo ugotovljeno, da metodologija testiranja ni mogla razlikovati med prodrtimi delci in delci, ki so se preprosto ujeli v lasnih mešičkih, ter da je lahko bolna ali fizično poškodovana usnjica pravi vzrok za nezadostno zaščitno bariero.
Raziskava SCCS je pokazala, da je fotokatalitska aktivnost nanodelcev z nekaterimi fotostabilnimi prevlekami (npr. aluminijev oksid, silicijev dioksid, cetilfosfat, trietoksikaprilsilan, manganov dioksid) oslabljena in ni bilo opaznega prodiranja v kožo; v tej raziskavi je bila zaščita pred soncem uporabljena v količini 10 mg/cm2 za obdobje izpostavljenosti 24 ur. Prevleka TiO2 z aluminijevim oksidom, silicijevim dioksidom, cirkonom ali različnimi polimeri lahko zmanjša razgradnjo avobenzona in poveča absorpcijo UV-žarkov z dodatnim mehanizmom difrakcije svetlobe.
TiO2 se pogosto uporablja v plastiki kot beli pigment ali motnilec zaradi svoje lastnosti odpornosti na UV žarke, kjer prah razprši svetlobo – to na primer ne velja za organske UV-absorbante – in zmanjša poškodbe zaradi UV-žarkov, predvsem zaradi visokega lomnega količnika delcev.

### Druge uporabe titanovega dioksida:
Titanov dioksid v keramičnih glazurah deluje kot sredstvo za motnenje in pospešuje nastajanje kristalov. Uporablja se kot pigment za tetoviranje in v stiptičnih svinčnikih. Titanov dioksid se proizvaja v različnih velikostih delcev, ki so disperzibilni v olju in vodi, ter v nekaterih razredih za kozmetično industrijo. Je tudi pogosta sestavina zobne paste. Zunanjost rakete Saturn V je bila pobarvana s titanovim dioksidom; to je pozneje astronomom omogočilo ugotoviti, da je bila J002E3 verjetno stopnja S-IVB z Apolla 12 in ne asteroid.

## Raziskave

### Fotokatalizator
Titanov dioksid nano velikosti, zlasti v anatazni obliki, ima fotokatalitsko aktivnost pri ultravijoličnem (UV) obsevanju. Ta fotoaktivnost naj bi bila najbolj izrazita na ravninah {001} anataza, čeprav so ravnine {101} termodinamsko stabilnejše in zato bolj vidne v večini sintetiziranih in naravnih anatazih, kar je razvidno iz pogosto opaženega tetragonalnega dipiramidalnega rastnega habita. Vmesniki med rutilom in anatazom naj bi dodatno izboljšali fotokatalitsko aktivnost z lažjim ločevanjem nosilcev naboja, zato se za dvofazni titanov dioksid pogosto šteje, da ima kot fotokatalizator izboljšano funkcionalnost. Poročali so, da titanov dioksid, če je dopiran z dušikovimi ioni ali dopiran s kovinskim oksidom, kot je volframov trioksid, kaže vzbujanje tudi pod vidno svetlobo. Zaradi močnega oksidacijskega potenciala pozitivnih elektronskih vrzeli oksidira vodo in tvori hidroksilne radikale. Prav tako lahko neposredno oksidira kisik ali organske snovi. Zato se lahko titanov dioksid poleg uporabe kot pigment dodaja barvam, cementom, oknom, ploščicam ali drugim izdelkom zaradi lastnosti sterilizacije ter zmožnosti odstranitve vonja in delovanja proti obraščanju, uporablja pa se tudi kot katalizator hidrolize. Uporablja se tudi v sončnih celicah, občutljivih na barvo, ki so vrsta kemične sončne celice (znane tudi kot Graetzelove celice).
Fotokatalitske lastnosti titanovega dioksida nanometrske velikosti je odkril Akira Fujishima leta 1967 in jih objavil leta 1972. Proces na površini titanovega dioksida se imenuje učinek Honda-Fujishima (ja:本多-藤嶋効果). Titanov dioksid v obliki tankega filma in nanodelcev se lahko uporablja pri proizvodnji energije: kot fotokatalizator lahko razbije vodo v vodik in kisik. Zbrani vodik se lahko uporabi kot gorivo. Učinkovitost tega procesa se lahko močno izboljša z dopiranjem oksida z ogljikom. Nadaljnja učinkovitost in trajnost sta bili doseženi z vnašanjem nereda v mrežno strukturo površinske plasti nanokristalov titanovega dioksida, kar omogoča absorpcijo infrardeče svetlobe. Za fotokatalitsko uporabo sta bila razvita anataz in rutil nano velikosti, aktivna pri vidni svetlobi.
Leta 1995 je Fujishima s svojo skupino odkril pojav superhidrofilnosti za steklo s prevleko iz titanovega dioksida, ki je izpostavljeno sončni svetlobi. To je privedlo do razvoja samočistilnega stekla in premazov proti zamegljevanju. TiO2 nano velikosti, vgrajen v zunanje gradbene materiale, kot so tlakovci v blokih noxer ali barve, bi lahko zmanjšal koncentracije onesnaževal v zraku, kot so hlapne organske spojine in dušikovi oksidi. Izdelan je bil cement, ki vsebuje TiO2.
Z uporabo TiO2 kot fotokatalizatorja so poskušali mineralizirati onesnaževala (pretvoriti v CO2 in H2O) v odpadni vodi. Fotokatalitsko uničevanje organskih snovi bi lahko izkoristili tudi v premazih s protimikrobno uporabo.

### Nastajanje hidroksilnih radikalov
Čeprav anatazni TiO2 nano velikosti ne absorbira vidne svetlobe, močno absorbira ultravijolično (UV) sevanje (hv), kar vodi v nastanek hidroksilnih radikalov. Do tega pride, ko se na površini TiO2 ujamejo vrzeli valenčne vezi (h+vb), kar vodi v nastanek ujetih vrzeli (h+tr), ki ne morejo oksidirati vode.
```
TiO2 + hv → e− + h+vb
h+vb → h+tr
O2 + e− → O2•−
O2•− + O2•−+ 2 H+ → H2O2 + O2
O2•− + h+vb → O2
O2•− + h+tr → O2
OH− + h+vb → HO•
e− + h+tr → rekombinacija
```

Opomba: valovna dolžina (λ)= 387 nm Ugotovljeno je bilo, da ta reakcija mineralizira in razgrajuje neželene spojine v okolju, zlasti v zraku in odpadni vodi.

### Nanocevke
Anataz se lahko pretvori v neogljikove nanocevke in nanožice. Votla TiO2 nanovlakna lahko pripravimo tudi tako, da ogljikova nanovlakna najprej premažemo s titanovim butoksidom.

## Zdravje in varnost
Od leta 2006 velja titanov dioksid za "popolnoma nestrupenega". TiO2 sestavlja veliko mineralov in celo dragih kamnov. Ves naravni titan, ki predstavlja več kot 0,5 % zemeljske skorje, je v obliki oksidov. Čeprav ni dokazov o akutni strupenosti, se ponavlja zaskrbljenost zaradi nanofaznih oblik teh materialov. Študije delavcev, ki so bili zelo izpostavljeni delcem TiO2, kažejo, da tudi pri veliki izpostavljenosti ni škodljivih učinkov na zdravje ljudi.
Evropska unija je s 7. februarjem 2022 s šestmesečnim odlogom ukinila dovoljenje za uporabo titanovega dioksida (E 171) v živilih.
Prah titanovega dioksida je Mednarodna agencija za raziskave raka (IARC) pri vdihavanju uvrstila med rakotvorne snovi skupine 2B IARC, kar pomeni, da je verjetno rakotvoren za ljudi. Ameriški Nacionalni inštitut za varnost in zdravje pri delu priporoča dve ločeni mejni vrednosti izpostavljenosti. NIOSH priporoča zgornjo mejo izpostavljenosti 2,4 mg/m3 za fini TiO2, medtem ko za zelo fine delce TiO2 priporoča zgornjo mejo izpostavljenosti 0,3 mg/m3.

### Predstavitev okoljskih odpadkov
Titanov dioksid (TiO₂) večinoma vstopa v okolje v obliki nanodelcev prek čistilnih naprav. Kozmetični pigmenti, vključno s titanovim dioksidom, pridejo v odpadno vodo, ko se izdelek po uporabi kozmetike spere v umivalnik. Ko se pigmenti znajdejo v čistilnih napravah, se ločijo v blato iz čistilnih naprav, ki se lahko nato sprosti v tla, ko se vnese v tla ali razporedi po njihovi površini. 99 % teh nanodelcev zaradi zadrževanja v blatu čistilnih naprav konča na kopnem in ne v vodnem okolju. V okolju imajo nanodelci titanovega dioksida nizko ali zanemarljivo topnost in so dokazano stabilni, ko se v zemlji in vodnem okolju oblikujejo agregati delcev. V procesu raztapljanja vodotopni ioni običajno disociirajo iz nanodelca v raztopino, kadar so termodinamično nestabilni. Raztapljanje TiO2 se poveča, kadar je v tleh večja vsebnost raztopljenih organskih snovi in gline. Agregacijo pa spodbujajo pH pri izoelektrični točki TiO2 (pH = 5,8), zaradi česar je nevtralen, in koncentracije ionov v raztopini nad 4,5 mM.

### Nacionalne politike o uporabi aditivov za živila
V Franciji je bilo belilo TiO2 v živilih prepovedano od leta 2020 zaradi negotovosti, kakšne količine so varne za prehrano ljudi.
Leta 2021 je Evropska agencija za varnost hrane (EFSA) odločila, da zaradi novega razumevanja nanodelcev titanovega dioksida "ni več mogoče šteti za varnega kot aditiva za živila", komisar EU za zdravje pa je napovedal načrte za prepoved njegove uporabe v vsej EU, pri čemer se bodo razprave začele junija 2021. Agencija EFSA je ugotovila, da genotoksičnosti – ki bi lahko povzročila rakotvorne učinke – ni mogoče izključiti in da "ni mogoče določiti varne ravni dnevnega vnosa aditiva za živila". Leta 2022 sta britanska agencija za prehranske standarde in škotska agencija za prehranske standarde objavili, da se ne strinjata z odločitvijo EFSA in zato ne bosta sledili EU pri prepovedi uporabe titanovega dioksida kot aditiva za živila. Podobno je razpoložljive dokaze preučila tudi kanadska agencija za zdravje in sklenila, da za zdaj ne bo spremenila svojega stališča glede titanovega dioksida kot aditiva za živila.

### Raziskave kot zaužit nanomaterial
Zaradi možnosti, da je dolgotrajno zaužitje titanovega dioksida toksično, zlasti za celice in funkcije prebavil, se od leta 2021 v predhodnih raziskavah ocenjuje njegova možna vloga pri razvoju bolezni, kot sta kronična vnetna črevesna bolezen ter rak debelega črevesa in danke.

## Kultura in družba
Podjetja, kot je Dunkin' Donuts, so po pritisku javnosti leta 2015 iz svojega blaga umaknila titanov dioksid. Andrew Maynard, direktor Risk Science Center na Univerzi v Michiganu, je zavrnil domnevno nevarnost uporabe titanovega dioksida v hrani. Pravi, da titanov dioksid, ki ga uporabljajo Dunkin' Brands in številni drugi proizvajalci hrane, ni nov material in tudi ni nanomaterial. Nanodelci imajo običajno premer manjši od 100 nanometrov, vendar je večina delcev v titanovem dioksidu za živila veliko večja. Kljub temu so analize porazdelitve velikosti pokazale, da serije TiO₂ za živila vedno vsebujejo nano-frakcijo kot neizogiben stranski produkt proizvodnega procesa.